# Солидарное (Сумская область)
Солидарное (укр. Солідарне) — село, Косовщинский сельский совет, Сумский район, Сумская область, Украина.
Код КОАТУУ — 5924783806. Население по переписи 2001 года составляло 240 человек
(238 человек, 96 домовладений по состоянию на 2008 год).

## Географическое положение

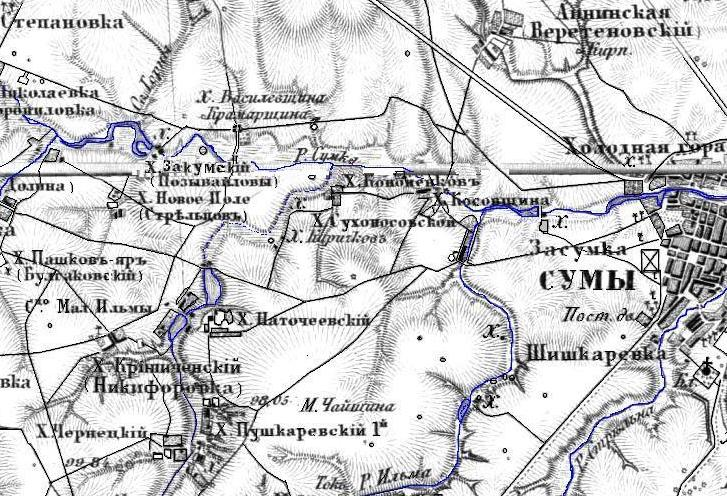
Хутор Криниченский (Никифоровка) на карте XIX века

Село Солидарное находится на левом берегу реки Дальняя Ильма,
выше по течению на расстоянии в 1,5 км расположено село Чернецкое,
ниже по течению на расстоянии в 0,5 км расположено село Малые Вильмы.

## Происхождение названия
Село Солидарное несколько раз сменило своё название и ранее называлось Криничанка, Никифоровка, Клюшниково, а до 60-гг. XX века известно как Криничное.
На территории Украины 3 населённых пункта с названием Солидарное.

## Известные люди
- Клюшников Иван Петрович (1811—1885) — поэт, родился на хуторе Криничном, здесь же находится и его могила.